# Sancourt (Eure)
Sancourt és un municipi francès situat al departament de l'Eure i a la regió de Normandia. L'any 2007 tenia 136 habitants.

## Demografia

### Població
El 2007 la població de fet de Sancourt era de 136 persones. Hi havia 42 famílies de les quals 4 eren unipersonals (4 homes vivint sols), 13 parelles sense fills, 21 parelles amb fills i 4 famílies monoparentals amb fills.
La població ha evolucionat segons el següent gràfic:
Habitants censats

### Habitatges
El 2007 hi havia 57 habitatges, 44 eren l'habitatge principal de la família, 12 eren segones residències i 1 estava desocupat. Tots els 57 habitatges eren cases. Dels 44 habitatges principals, 38 estaven ocupats pels seus propietaris i 6 estaven llogats i ocupats pels llogaters; 2 tenien dues cambres, 6 en tenien tres, 15 en tenien quatre i 21 en tenien cinc o més. 39 habitatges disposaven pel capbaix d'una plaça de pàrquing. A 16 habitatges hi havia un automòbil i a 28 n'hi havia dos o més.

### Piràmide de població
La piràmide de població per edats i sexe el 2009 era:
| Homes | Edats   | Dones |
| ----- | ------- | ----- |
| 0     | 95 o +  | 0     |
| 0     | 90 a 94 | 0     |
| 0     | 85 a 89 | 4     |
| 0     | 80 a 84 | 0     |
| 0     | 75 a 79 | 0     |
| 0     | 70 a 74 | 0     |
| 4     | 65 a 69 | 0     |
| 0     | 60 a 64 | 0     |
| 4     | 55 a 59 | 4     |
| 0     | 50 a 54 | 0     |
| 4     | 45 a 49 | 0     |
| 12    | 40 a 44 | 0     |
| 4     | 35 a 39 | 8     |
| 0     | 30 a 34 | 4     |
| 8     | 25 a 29 | 4     |
| 4     | 20 a 24 | 4     |
| 4     | 15 a 19 | 4     |
| 0     | 10 a 14 | 0     |
| 8     | 5 a 9   | 0     |
| 4     | 0 a 4   | 0     |

## Economia
El 2007 la població en edat de treballar era de 83 persones, 66 eren actives i 17 eren inactives. De les 66 persones actives 59 estaven ocupades (28 homes i 31 dones) i 6 estaven aturades (2 homes i 4 dones). De les 17 persones inactives 5 estaven jubilades, 5 estaven estudiant i 7 estaven classificades com a «altres inactius».
Activitats econòmiques
Dels 2 establiments que hi havia el 2007, 1 era d'una empresa de construcció i 1 d'una empresa de comerç i reparació d'automòbils.
L'únic servei als particulars que hi havia el 2009 era un paleta.
L'any 2000 a Sancourt hi havia 4 explotacions agrícoles que ocupaven un total de 528 hectàrees.

## Poblacions més properes
El següent diagrama mostra les poblacions més properes.